# Кяркна (станция)
Кя́ркна (эст. Kärkna raudteejaam) — железнодорожная станция в деревне Кяркна в волости Тарту уезда Тартумаа (Эстония), на линии Тапа — Тарту. Находится в 101,3 км от Тапа, 11,2 км от Тарту и в 178,9 км от Таллина.

## История
Станция Кяркна была построена в ходе строительства железной дороги Тапс — Дерпт (ныне Тапа — Тарту), ответвления от Балтийской железной дороги, и открыта одновременно с началом движения поездов по новой дороге (по другим сведениям, однако, это произошло годом позже, в 1877 году, что связано с открытием постоянного движения между Тапсом и Дерптом 11 августа 1877 года). Станция и примыкающие к ней пути были построены на землях, выкупленных у рыцарской мызы Маррама (ныне мыза Марамаа).
В советские времена от станции были проведены три подъездных пути, два до Тартуской нефтебазы, а один до расположенного на берегу реки Амме складом ГСМ Кяркна, обслуживающей тогдашний военный аэродром Раади, где базировались 132-й тяжёлый бомбардировочный авиационный Берлинский орденов Кутузова и Александра Невского полк ( стратегические бомбардировщики Ту-16, позже Ту-22М3) и 196-й гвардейский военно-транспортный авиационный Минский полк (самолеты Ил-76М). В 1983 году было построено здания из силикатного кирпича для вокзала и  поста электроцентрализации стрелок и сигналов станции, используемое по настоящее время.
В новой независимой Эстонии аэродром Тарту и склад ГСМ Кяркна не используются, поэтому подъездной путь  к складу ГСМ не используется и частично разобран. Кроме того, из-за снижения пассажиропотока на Эстонской железной дороге деревянное здание вокзала, построенное в 1870-е годы, перестало использоваться, обветшало и было снесено в 1997 году. Из старинных деревянных построек на станции осталось только построенное в начале XX века здание туалета.

## Настоящее время
В 2001 году станция Кяркна прекратила обслуживание пассажиров, поезда стали идти без остановок от Табивере до Тарту. Лишь в 2011 году, в рамках программы «Подъём пассажирских платформ до высоты, принятой в Европе» (эст. Reisiplatvormide viimine eurokõrgusele) на станции Кяркна была построена островная платформа высотой 55 см, подходящая для используемых в региональных пассажирских перевозках поездов Stadler FLIRT. Платформа имеет длину 30 м и принимает только первый вагон поезда, что достаточно, учитывая небольшой пассажиропоток в Кяркна. При этом платформа построена на километр ближе к Тарту, фактически за южной горловиной станции, что удобно для жителей населенного пункта, поскольку раньше им приходилось преодолевать это расстояние по пересеченной местности.
О переносе пассажирской платформы ближе к деревне жители Кяркна обращались в транспортное министерство Эстонии еще в 1923 году, однако это было реализовано только через 90 лет...
Станция снова является грузо-пассажирской, осуществляет как посадку и высадку пассажиров на (из) поездов регионального сообщения, так и приём и выдачу грузов повагонными и мелкими отправками.

## Пассажирское сообщение по станции
До распада СССР на станции Кяркна останавливались пассажирские поезда дальнего следования  №651/652 Таллин — Рига (через Тарту — Валгу) и №655/656 Таллин — Псков. Псковский поезда прекратил движение в 2001 году — главным образом, из-за введения государственных границ у ставших независимыми прибалтийских стран, что вызвало увеличение времени стоянки на приграничных станциях для осуществления паспортного и таможенного контроля и резкое снижение пассажиропотока. Попытки возобновления движения поездов дальнего следования по этим направлениям в 2000-е годы успеха не имели. 
В настоящее время станция Кяркна постоянно обслуживается региональными поездами восточного направления компании Elron, являющейся оператором движения пригородных и региональных поездов по железнодорожным линиям Эстонии.
На станции останавливаются региональные поезда, не являющиеся экспрессами, следующие от станции Таллин (Балтийский вокзал) до конечной станции Тарту, а также следующие в обратном направлении. Экспрессы до Тарту, в том числе следующие далее до станций Валга и Койдула, на станции Кяркна не останавливаются.
| Предыдущая остановка | Остановка пассажирских поездов на восточных линиях Elron | Следующая остановка |
| Табивере             | Кяркна                                                   | Тарту               |